# Erneuerungsprozess
Ein Erneuerungsprozess  ist ein spezieller stochastischer Prozess, der in der Erneuerungstheorie untersucht wird. Er ist ein Zählprozess, dessen Zwischenankunftszeiten unabhängige, identisch verteilte, nichtnegative Zufallsvariablen sind.

## Begriffsherkunft
Der Begriff Erneuerung hat seinen Ursprung in industriellen Anwendungen der Wahrscheinlichkeitsrechnung. Typischerweise besitzen Systemkomponenten (z. B. Maschinen, Werkzeuge, Beleuchtungskörper) Lebenszeiten, die den Charakter nichtnegativer Zufallsvariablen haben. Wenn solche Komponenten ausfallen, müssen sie durch gleichartige Komponenten ersetzt (erneuert) werden, um das Funktionieren des Systems zu gewährleisten.

## Definitionen
{\displaystyle X_{i},i=1,2,\dotsc } seien die Zwischenankunftszeiten, z. B. die Lebenszeiten von Komponenten. Diese Zufallsvariablen werden als unabhängig und identisch verteilt angenommen. Außerdem seien die {\displaystyle X_{i}} fast sicher positiv mit Erwartungswert {\displaystyle 0<E(X_{i})<\infty }.
{\displaystyle (X_{i})_{i\in \mathbb {N} }} wird als Erneuerungsfolge bezeichnet.
Ihre gemeinsame Verteilungsfunktion werde mit {\displaystyle F} bezeichnet, das heißt, es gilt {\displaystyle F(t)=P(X_{i}\leq t)}. Falls die {\displaystyle X_{i}} eine Wahrscheinlichkeitsdichte besitzen, wird diese mit {\displaystyle f} bezeichnet.
Weiter sei {\displaystyle S_{n}} der Zeitpunkt der {\displaystyle n}-ten Erneuerung, das heißt
{\displaystyle S_{n}=\sum _{i=1}^{n}X_{i},\qquad S_{0}\equiv 0.}
Die Verteilung von {\displaystyle S_{n}} werde mit {\displaystyle F_{n}} bezeichnet, d. h. {\displaystyle F_{n}(t)=P(S_{n}\leq t)}.
Der Erneuerungsprozess {\displaystyle \{N(t),t\geq 0\}} ist nun der durch
{\displaystyle N(t)=\sup\{n\in \mathbb {N} _{0}|\,S_{n}\leq t\}}
definierte stochastische Prozess, das heißt {\displaystyle N(t)} ist die Anzahl der Erneuerungen bis zum Zeitpunkt {\displaystyle t}.
Die Äquivalenz der Beschreibung über {\displaystyle N(t)} und {\displaystyle S_{n}} kommt in folgender grundlegenden Beziehung zum Ausdruck 
{\displaystyle \{N(t)\geq n\}=\{S_{n}\leq t\}}.
Beide Mengen enthalten genau diejenigen Elemente des zugrunde liegenden Wahrscheinlichkeitsraums, für die bis zum Zeitpunkt {\displaystyle t} mindestens {\displaystyle n} Erneuerungen stattgefunden haben.

## Eigenschaften
{\displaystyle S_{n}} ist Summe identisch verteilter, unabhängiger Zufallsvariablen, daher ist {\displaystyle F_{n}} die {\displaystyle n}-fache Faltung der Verteilung {\displaystyle F} und wird rekursiv wie folgt berechnet  
{\displaystyle F_{n}(t)=\int _{0}^{t}F_{n-1}(s)f(t-s)ds},
wobei {\displaystyle f} die Wahrscheinlichkeitsdichte von oben ist.
Es gilt
{\displaystyle P(N(t)=n)=P(S_{n}\leq t)-P(S_{n+1}\leq t)=F_{n}(t)-F_{n+1}(t)}
Mit obiger Notation sehen wir, dass folgende Integralgleichung erfüllt ist.
{\displaystyle {\begin{matrix}P(N(t)=n)&=&\int _{0}^{t}P(N(s)=n-1)f(t-s)ds\\\end{matrix}}}
Beweis
Wir gehen von {\displaystyle P(N(t)=n)=F_{n}(t)-F_{n+1}(t)} aus und ersetzen {\displaystyle F_{n}(t)=\int _{0}^{t}F_{n-1}(s)f(t-s)ds} und  {\displaystyle F_{n-1}(t)=\int _{0}^{t}F_{n-2}(s)f(t-s)ds} ein und erhalten
{\displaystyle P(N(t)=n)=\int _{0}^{t}F_{n-1}(s)f(t-s)ds-\int _{0}^{t}F_{n-2}(s)f(t-s)ds}
Nach Zusammenfassen der Integrale und unter Beachtung von {\displaystyle F_{n-1}(s)-F_{n-2}(s)=P(N(s)=n-1)} folgt die Behauptung.
Die eben dargestellte Integralgleichung dient als Ausgangspunkt einer Theorie von Zählprozessen, deren Wartezeiten nicht  exponentialverteilt sind. Sie ist somit eine Basis für die Generalisierung der Theorie der Poissonprozesse.
Die mittlere Anzahl der Erneuerungen im Zeitintervall {\displaystyle (0,t)} heißt Erneuerungsfunktion und wird mit {\displaystyle m} bezeichnet. Es gilt
{\displaystyle m(t)=E[N(t)]=\sum _{n=1}^{\infty }n\left[F_{n}(t)-F_{n+1}(t)\right]=\sum _{n=1}^{\infty }F_{n}(t)\,}